# Mealhada
A Mealhada é uma cidade portuguesa do distrito de Aveiro, da antiga província da Beira Litoral, estando integrada na Região de Coimbra (NUT III) da Região do Centro (NUT II), com cerca de 4 500 habitantes. É um dos mais significativos centros urbanos da sub-região vinícola da Bairrada.
É sede do município homónimo que tem 111 km² de área e 19 348 habitantes (2021), dividido em 6 freguesias. O município é limitado a norte por Anadia, a leste por Mortágua e Penacova, a sul por Coimbra e a oeste por Cantanhede.
O município da Mealhada tem duas vilas (Luso e Pampilhosa) e uma cidade (Mealhada).

## O município

### Localização
O município da Mealhada localiza-se na parte sul do distrito de Aveiro, e faz parte da Região Centro e da sub-região do Baixo Mondego. Apesar de pertencer ao distrito de Aveiro, a cidade central de referência dos mealhadenses sempre foi Coimbra, que é a "capital" da Região Centro. O município da Mealhada é também o único município do distrito de Aveiro que faz parte da comunidade intermunicipal da Região de Coimbra.
O município é limitado a norte pelo município da Anadia, a leste por Mortágua, a sueste por Penacova, a sueste e sul por Coimbra e a oeste por Cantanhede.
Na ponta do município situa-se o lugar da Póvoa do Garção, que tem este nome por se situar no limiar dos três municípios da Mealhada, Anadia e Cantanhede.
O município da Mealhada estende-se entre a Serra do Buçaco e a orla gandareza de Cantanhede, acompanhando o pequeno rio Cértima, desde a nascente até se perder em meandros na fronteira territorial do vizinho município de Anadia. O rio Cértima continua o seu percurso a norte até ao município de Águeda.

### História

#### Época romana

Vias e Achados Romanos no Concelho da Mealhada.

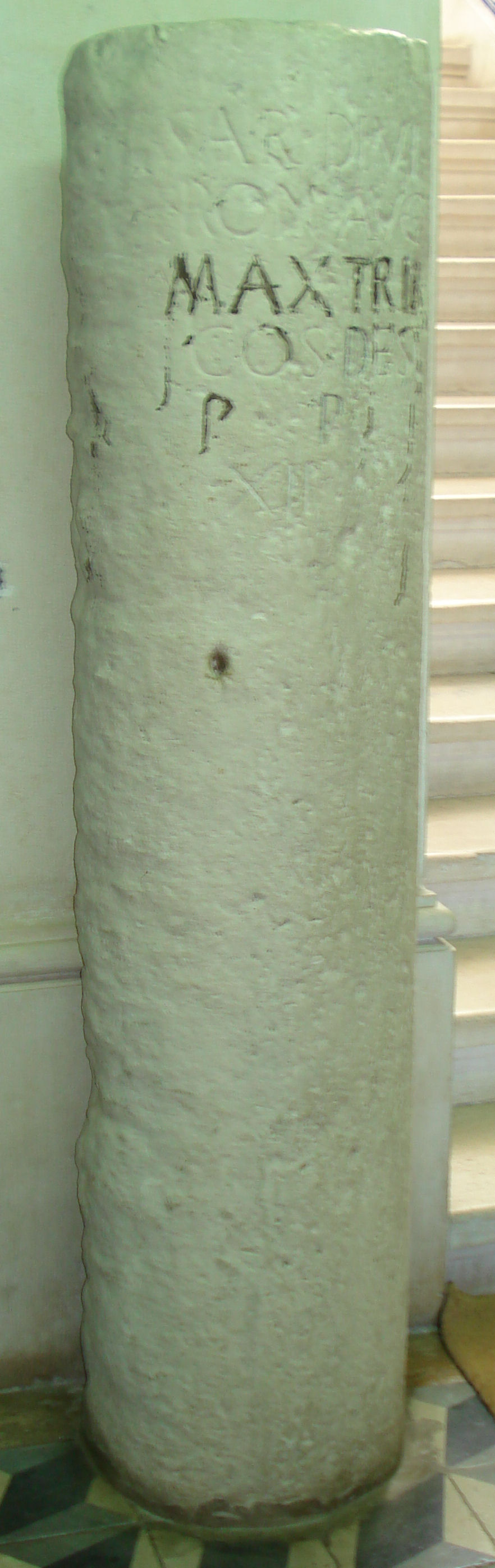
Marco Miliário.

Da presença romana no concelho, destaca-se o achamento de um marco miliário (que remonta ao ano de 39 d.C.) durante a construção da Linha do Norte, ainda no século XIX (1856 ou 1857), que indicaria a milha 12 da via XVI, via romana de Olissipo (Lisboa) a Cale (Vila Nova de Gaia), que seguiria pelo lado oeste do rio Cértima. Nesta, existia uma ponte romana, entre Antes e Cardal, mandada destruir na década de 90 pelo então presidente da Câmara Rui Marqueiro, para em seu local ser construída uma nova ponte e um açude. Este achado encontra-se hoje em dia no átrio do edifício da câmara municipal. Também desta época é a estação arqueológica da Cidade das Areias, situada na Vimieira (Casal Comba), que já é referenciada desde o século I por Estrabão, e conhecida nos nossos dias desde 1959, no qual se pensa poder ter sido uma oppidum Elbocoris, ou pequena fortificação romana. Achados neste local datam dos séculos I a IV. Também no lugar de Barcouço foram encontrados alguns vestígios romanos, como moedas e olaria. Ainda referenciado em livros e páginas da internet, também nesta zona existiria uma estação de muda de cavalos ou mutatio, denominada de Ad Columbam, talvez um nome antecessor de (Casal) Comba. Para além da Via Olissipo — Cale, existiam duas outras ramificações: uma dirigindo-se para a costa e outra virada para nascente, que seguiria partindo da atual localização da cidade da Mealhada para Bobadela, via Norte do Buçaco, provavelmente seguindo a linha de divisão dos atuais municípios da Mealhada e Anadia.

#### Época pré-reconquista
Do período compreendido entre a queda de Roma, as invasões bárbaras e acabando no domínio árabe, as terras pertencentes ao concelho pouco ou nada têm a relatar. Apenas se discute a possibilidade da denominação da localidade de Barcouço ser de origem árabe, pela junção de bárr-, que significa campo, e causon, relativo a arco, ficando assim o significado de Campo do Arco.

#### Da Idade Média até ao século XIX
Seguindo a linha temporal, com a conquista de Coimbra, em 878 — por Hermenegildo Guterres, nobre da corte de Afonso III de Leão — as terras em que se insere o concelho ficam seguras para a reocupação cristã. Mas no fatídico ano de 987 regressa a mãos árabes, sendo apenas reconquistadas para os cristãos a 1064, por Fernando Magno de Leão e Castela. Assim, as tentativas de reocupação suspensas por 77 anos foram retomadas, com a instalação de vários mosteiros na zona onde o futuro concelho se iria inserir, sendo os mais importantes: o Mosteiro do Lorvão (Penacova) que, a par com a Sé de Coimbra, foi um dos maiores motores da região na época; e o Mosteiro da Vacariça, que estendeu o seu património para além dos rios Mondego, a sul, e Douro, a norte, tendo sido proprietário do Mosteiro de Leça e de terras da Maia. Os registos dessa época chegaram até nós através do Livro Preto da Sé (Velha) de Coimbra, dos registos do Livro dos testamentos do Mosteiro do Lorvão. Assim, é a partir desta época que grande parte dos nomes e localização de grande parte das terras do concelho começam a surgir, em cartas de doação e documentação relativa a tributos, assim como a grande importância que o já desaparecido Mosteiro da Vacariça teve nas terras a Sul do Douro e Norte do Mondego. Para dar alguns exemplos, existem referências a: Vale Covo em 967, provavelmente antiga designação de Rio Covo (Barcouço); Vimieira em 967, nome atual da antiga villa romana aí existente; Villa Verde em 972 e 974, pela descrição provavelmente antepassada da Mealhada ou de alguma das povoações à volta, pois a referência é dada às margens do rio Vacariça entre Barrô (Luso) e Vimieira (Casal Comba), não ficando assim descartadas a Póvoa e o Reconco, que também se situam nesta zona, sendo à altura a Mealhada um paul; a Vacariça e o seu Mosteiro são referenciados em 1002; Ventosa em 981; Arinhos (Ventosa do Bairro), Antes, Luso e Várzeas (Luso) e Santa Cristina (Vacariça) em 1064; Barcouço em 1116; Pampilhosa em 1117; Pedrulha (Casal Comba) em 1123; Sernadelo (Mealhada) em 1140, mas apenas como local de cultivo, não como povoação; e muitas outras referências foram feitas.
Assim, e segundo estes documentos, as terras hoje pertencentes ao concelho foram propriedades destes mosteiros, da Sé de Coimbra e ainda de particulares.

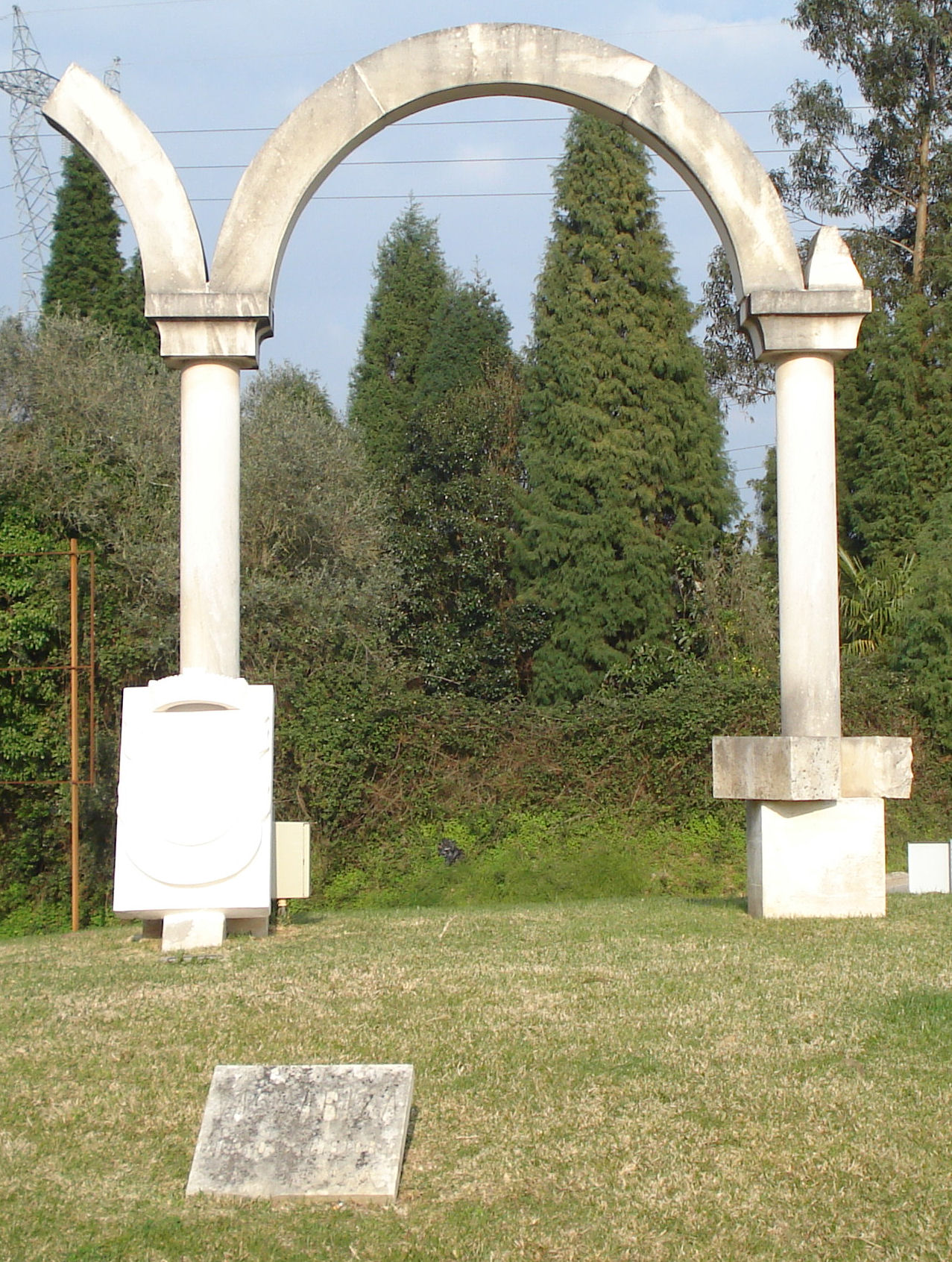
Monumento aos 1000 anos da Vacariça da autoria do escultor galego Armando Martinez.

Só a 12 de setembro de 1514 Mealhada e Vacariça recebem foral por D. Manuel I, mas as terras do atual concelho permaneceram sob jurisdição do Bispo de Coimbra. Assim, o atual território pertenceu aos concelhos medievais de Coimbra (Pampilhosa), Vacariça (Vacariça, Mealhada e Luso) e Casal Comba e Ventosa (Ventosa e Antes).
Em 1628, estabelece-se no Buçaco uma comunidade de frades carmelitas, ali edificando o convento de Santa Cruz do Buçaco e inúmeras ermidas e capelas de penitência, que são hoje o património classificado do concelho. A Ordem dos Carmelitas Descalços ali permaneceu durante duzentos anos, até à sua extinção em 1834.

#### Criação do concelho e organização administrativa

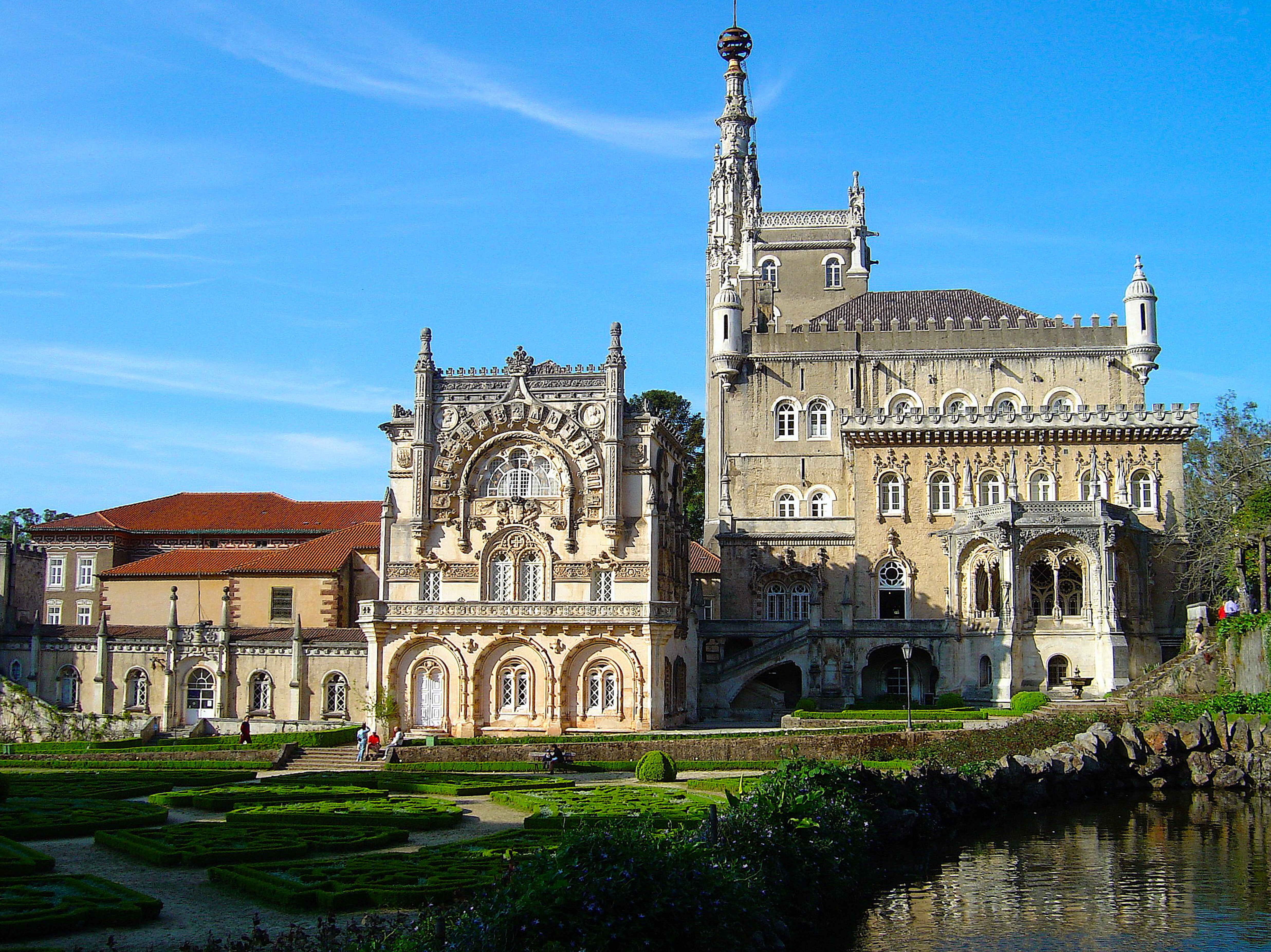
Palace Hotel do Bussaco — Luso, Mealhada.

No século XIX, com as grandes reformas liberais, foi criado o atual concelho da Mealhada, no reinado de D. Maria II. Criado a 6 de abril de 1836, era constituído pelas freguesias de Casal Comba, Ventosa, Tamengos e Aguim, sendo que a Mealhada foi sede de concelho e pertencia à freguesia de um concelho vizinho, o da Vacariça. Na altura da sua extinção, em 1837, este concelho vizinho detinha as freguesias de Vacariça, Luso e Vila Nova de Monsarros, que passou a pertencer ao concelho de Anadia. Ainda em 31 de dezembro de 1853, passaram para o concelho as freguesias de Pampilhosa, desagregada do concelho de Coimbra, e a de Barcouço, vinda do extinto concelho de Ançã (Cantanhede). Por sua vez, sairiam Aguim e Tamengos para o concelho de Anadia. Com o formato com que ainda hoje permanece, o concelho veria a sede de concelho a elevar-se a freguesia em 24 de junho de 1944, desanexada da freguesia de Vacariça, e ainda a freguesia de Ventosa a dividir-se e a criar a freguesia da Antes, a 23 de abril de 1964, ficando assim administrativamente como até hoje.
Ligado sempre a Coimbra, a atribuição entre os distritos de Aveiro e Coimbra foi conflituosa, sendo a Mealhada integrada no de Aveiro entre 1836 e 1842, ano em que mudou para Coimbra. Mas a troca pelo concelho de Mira voltaria a pôr o concelho de volta no distrito de Aveiro em 1855, onde ainda permanece, configurando-lhe o aspeto de “península” embrenhada no distrito de Coimbra.
Luso foi elevada a Vila em 6 de novembro de 1937.
Pampilhosa foi elevada a Vila em 9 de junho de 1985.
Mealhada foi elevada a Cidade em 26 de agosto de 2003.

### Freguesias

Freguesias do município da Mealhada.

O Município da Mealhada está dividido em 6 freguesias:
- Barcouço
- Casal Comba
- Luso
- Mealhada, Ventosa do Bairro e Antes
- Pampilhosa
- Vacariça

## Evolução da População do Município
| Número de habitantes | Número de habitantes | Número de habitantes | Número de habitantes | Número de habitantes | Número de habitantes | Número de habitantes | Número de habitantes | Número de habitantes | Número de habitantes | Número de habitantes | Número de habitantes | Número de habitantes | Número de habitantes | Número de habitantes | Número de habitantes |
| -------------------- | -------------------- | -------------------- | -------------------- | -------------------- | -------------------- | -------------------- | -------------------- | -------------------- | -------------------- | -------------------- | -------------------- | -------------------- | -------------------- | -------------------- | -------------------- |
| 1864                 | 1878                 | 1890                 | 1900                 | 1911                 | 1920                 | 1930                 | 1940                 | 1950                 | 1960                 | 1970                 | 1981                 | 1991                 | 2001                 | 2011                 | 2021                 |
| 7 322                | 8 953                | 10 146               | 9 915                | 11 308               | 12 138               | 13 869               | 15 651               | 17 214               | 17 478               | 16 669               | 19 305               | 18 272               | 20 751               | 20 428               | 19 348               |

(Número de habitantes que tinham a residência oficial neste município à data em que os censos se realizaram.)
| Número de habitantes por Grupo Etário | Número de habitantes por Grupo Etário | Número de habitantes por Grupo Etário | Número de habitantes por Grupo Etário | Número de habitantes por Grupo Etário | Número de habitantes por Grupo Etário | Número de habitantes por Grupo Etário | Número de habitantes por Grupo Etário | Número de habitantes por Grupo Etário | Número de habitantes por Grupo Etário | Número de habitantes por Grupo Etário | Número de habitantes por Grupo Etário | Número de habitantes por Grupo Etário | Número de habitantes por Grupo Etário |
| ------------------------------------- | ------------------------------------- | ------------------------------------- | ------------------------------------- | ------------------------------------- | ------------------------------------- | ------------------------------------- | ------------------------------------- | ------------------------------------- | ------------------------------------- | ------------------------------------- | ------------------------------------- | ------------------------------------- | ------------------------------------- |
|                                       | 1900                                  | 1911                                  | 1920                                  | 1930                                  | 1940                                  | 1950                                  | 1960                                  | 1970                                  | 1981                                  | 1991                                  | 2001                                  | 2011                                  | 2021                                  |
| 0-14 Anos                             | 3 120                                 | 3 691                                 | 3 769                                 | 4 440                                 | 5 078                                 | 5 001                                 | 4 889                                 | 4 560                                 | 4 828                                 | 3 449                                 | 3 148                                 | 2 831                                 | 2 221                                 |
| 15-24 Anos                            | 1 803                                 | 2 030                                 | 2 259                                 | 2 494                                 | 2 607                                 | 3 171                                 | 2 840                                 | 2 375                                 | 3 195                                 | 2 862                                 | 2 841                                 | 2 033                                 | 1 905                                 |
| 25-64 Anos                            | 4 171                                 | 4 669                                 | 5 170                                 | 5 844                                 | 6 740                                 | 7 567                                 | 8 286                                 | 7 330                                 | 8 994                                 | 9 279                                 | 11 012                                | 11 238                                | 10 194                                |
| = ou > 65 Anos                        | 751                                   | 838                                   | 775                                   | 953                                   | 1 076                                 | 1 291                                 | 1 463                                 | 1 620                                 | 2 288                                 | 2 682                                 | 3 750                                 | 4 326                                 | 5 028                                 |

(Obs: De 1900 a 1950, os dados referem-se à população presente no município à data em que eles se realizaram. Daí que se registem algumas diferenças relativamente à designada população residente.)

## Equipamentos e infraestruturas
Em termos de equipamentos, regista-se a existência de todos os serviços da administração pública, incluindo tribunal, estabelecimentos de ensino, centro de saúde e duas corporações de bombeiros.

## Política

### Eleições autárquicas[14]
| Data | %     | V     | %       | V       | %      | V      | %              | V            | %              | V         | %              | V  | %              | V       | %       | V       | %              | V       | %    | V  | %       | V       | %              | V   | %  | V  | %  | V  | Participação |                |
| Data | PS    | PS    | PPD/PSD | PPD/PSD | CDS-PP | CDS-PP | FEPU/APU/CDU   | FEPU/APU/CDU | PCTP/MRPP      | PCTP/MRPP | AD             | AD | PSN            | PSN     | GCE     | GCE     | PSD-CDS        | PSD-CDS | BE   | BE | MPT     | MPT     | PPM            | PPM | CH | CH | IL | IL | Participação |                |
| ---- | ----- | ----- | ------- | ------- | ------ | ------ | -------------- | ------------ | -------------- | --------- | -------------- | -- | -------------- | ------- | ------- | ------- | -------------- | ------- | ---- | -- | ------- | ------- | -------------- | --- | -- | -- | -- | -- | ------------ | -------------- |
| Data | 1976  | 44,96 | 4       | 31,35   | 3      | 9,22   | —              | 7,25         | —              | 2,79      | —              |    |                |         |         |         |                |         |      |    |         |         |                |     |    |    |    |    |              | 54,64 / 100,00 |
| 1979 | 40,28 | 3     | AD      | AD      |        |        | 11,89          | 1            |                |           | 45,53          | 3  | 66,26 / 100,00 |         |         |         |                |         |      |    |         |         |                |     |    |    |    |    |              |                |
| 1982 | 41,09 | 4     | 29,02   | 2       | 7,11   | —      | 18,58          | 1            | 0,47           | —         |                |    | 67,40 / 100,00 |         |         |         |                |         |      |    |         |         |                |     |    |    |    |    |              |                |
| 1985 | 32,61 | 2     | 45,74   | 4       |        |        | 18,79          | 1            |                |           | 64,15 / 100,00 |    |                |         |         |         |                |         |      |    |         |         |                |     |    |    |    |    |              |                |
| 1989 | 46,88 | 4     | 43,42   | 3       | 5,77   | —      | 65,63 / 100,00 |              |                |           |                |    |                |         |         |         |                |         |      |    |         |         |                |     |    |    |    |    |              |                |
| 1993 | 55,67 | 4     | 34,41   | 3       | 1,38   | —      | 4,20           | —            | 1,05           | —         | 66,23 / 100,00 |    |                |         |         |         |                |         |      |    |         |         |                |     |    |    |    |    |              |                |
| 1997 | 54,82 | 5     | 31,36   | 2       | 2,68   | —      | 6,11           | —            |                |           | 57,21 / 100,00 |    |                |         |         |         |                |         |      |    |         |         |                |     |    |    |    |    |              |                |
| 2001 | 42,93 | 4     | 29,98   | 2       |        |        | 3,77           | —            | 19,62          | 1         | 62,11 / 100,00 |    |                |         |         |         |                |         |      |    |         |         |                |     |    |    |    |    |              |                |
| 2005 | 49,36 | 4     | 36,04   | 3       | 1,22   | —      | 8,12           | —            |                |           | 57,87 / 100,00 |    |                |         |         |         |                |         |      |    |         |         |                |     |    |    |    |    |              |                |
| 2009 | 61,26 | 5     | 27,61   | 2       |        |        | 6,81           | —            | 57,29 / 100,00 |           |                |    |                |         |         |         |                |         |      |    |         |         |                |     |    |    |    |    |              |                |
| 2013 | 46,88 | 4     | CDS     | CDS     | PSD    | PSD    | 7,89           | —            | 36,50          | 3         | 1,73           | —  | PSD—CDS        | PSD—CDS | PSD—CDS | PSD—CDS | 50,52 / 100,00 |         |      |    |         |         |                |     |    |    |    |    |              |                |
| 2017 | 47,58 | 4     | CDS     | CDS     | PSD    | PSD    | 6,50           | —            | 33,26          | 3         | 6,66           | —  | PSD—CDS        | PSD—CDS | PSD—CDS | PSD—CDS | 51,40 / 100,00 |         |      |    |         |         |                |     |    |    |    |    |              |                |
| 2021 | 29,54 | 3     | CDS     | CDS     | PSD    | PSD    | 4,27           | —            | 37,82          | 3         | 19,20          | 1  | PSD—CDS        | PSD—CDS | PSD—CDS | PSD—CDS | 3,10           | —       | 1,58 | —  | PSD-CDS | PSD-CDS | 53,30 / 100,00 |     |    |    |    |    |              |                |

### Eleições legislativas
| Data | %     | %     | %    | %    | %     | %     | %        | %     | %     | %     | %     | %    | %       | % | %  | %  |
| Data | PS    | PSD   | CDS  | PCP  | UDP   | AD    | APU/ CDU | FRS   | PRD   | PSN   | B.E.  | PAN  | PSD CDS | L | CH | IL |
| ---- | ----- | ----- | ---- | ---- | ----- | ----- | -------- | ----- | ----- | ----- | ----- | ---- | ------- | - | -- | -- |
| 1976 | 47,22 | 28,02 | 8,96 | 6,03 | 0,68  |       |          |       |       |       |       |      |         |   |    |    |
| 1979 | 44,11 | AD    | AD   | APU  | 0,82  | 39,25 | 10,01    |       |       |       |       |      |         |   |    |    |
| 1980 | FRS   | AD    | AD   | APU  | 0,50  | 39,27 | 8,25     | 44,77 |       |       |       |      |         |   |    |    |
| 1983 | 52,95 | 25,05 | 6,47 | APU  | 0,40  |       | 10,52    |       |       |       |       |      |         |   |    |    |
| 1985 | 36,03 | 26,35 | 7,04 | APU  | 0,62  | 10,62 | 14,10    |       |       |       |       |      |         |   |    |    |
| 1987 | 35,38 | 47,17 | 2,74 | CDU  | 0,34  | 7,21  | 2,16     |       |       |       |       |      |         |   |    |    |
| 1991 | 40,20 | 47,05 | 2,64 | CDU  |       | 4,13  | 0,28     | 1,69  |       |       |       |      |         |   |    |    |
| 1995 | 55,29 | 30,23 | 6,03 | CDU  | 0,33  | 4,34  |          | 0,46  |       |       |       |      |         |   |    |    |
| 1999 | 54,16 | 29,14 | 5,89 | CDU  |       | 5,78  | 0,20     | 1,56  |       |       |       |      |         |   |    |    |
| 2002 | 47,96 | 35,91 | 6,39 | CDU  | 3,99  |       | 2,30     |       |       |       |       |      |         |   |    |    |
| 2005 | 52,95 | 26,96 | 4,45 | CDU  | 4,46  | 6,53  |          |       |       |       |       |      |         |   |    |    |
| 2009 | 43,53 | 26,23 | 7,61 | CDU  | 5,65  | 10,95 |          |       |       |       |       |      |         |   |    |    |
| 2011 | 34,85 | 36,89 | 7,99 | CDU  | 6,28  | 5,59  | 0,73     |       |       |       |       |      |         |   |    |    |
| 2015 | 37,65 | CDS   | PSD  | CDU  | 6,90  | 10,36 | 0,96     | 34,23 | 0,46  |       |       |      |         |   |    |    |
| 2019 | 41,85 | 24,38 | 2,80 | CDU  | 5,15  | 12,12 | 2,74     |       | 0,48  | 0,93  | 0,77  |      |         |   |    |    |
| 2022 | 48,31 | 25,79 | 1,14 | CDU  | 3,29  | 5,41  | 1,32     | 0,66  | 6,21  | 3,60  |       |      |         |   |    |    |
| 2024 | 34,08 | AD    | AD   | CDU  | 26,53 | 2,33  | 5,82     | 1,56  | 2,53  | 16,51 | 4,76  |      |         |   |    |    |
| 2025 | 28,45 | CDS   | PSD  | CDU  |       | 2,12  | 2,14     | 1,31  | 31,21 | 3,63  | 20,10 | 5,21 |         |   |    |    |

## Acessibilidades

Acessibilidades do município.

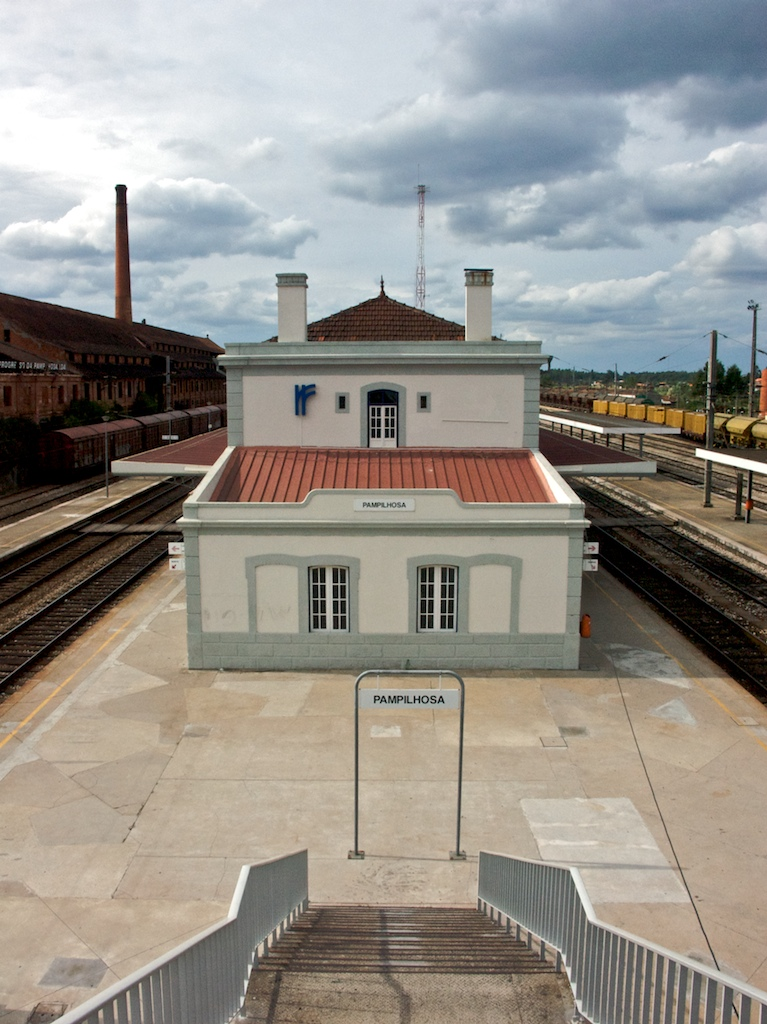
Vista da Estação Ferroviária da Pampilhosa, em 2008.

Em termos de infraestruturas rodoviárias, o município é atravessado pela A1 (com acesso pelo nó da Mealhada), pelo IC 2 (que atravessa o município), pela EN 234 (entre Mira e Mangualde) e por uma rede viária municipal extensiva a todas as freguesias.
É igualmente atravessado pelas linhas ferroviárias do Norte (entre Lisboa e Porto), da Beira Alta (entre Pampilhosa e Vilar Formoso) e do Ramal da Figueira da Foz (entre a Figueira da Foz e Pampilhosa), que se cruzam na estação da Pampilhosa, tornando-a num dos nós ferroviários mais importantes de Portugal.
Com a sua situação geográfica ímpar na Região Centro, a Mealhada dista, por auto-estrada, 1 hora do Aeroporto Francisco Sá Carneiro, no Porto, 2 horas do aeroporto da Portela, em Lisboa, e está a menos de 1 hora dos portos de Aveiro e da Figueira da Foz, para os quais tem excelentes acessos.

### Turismo

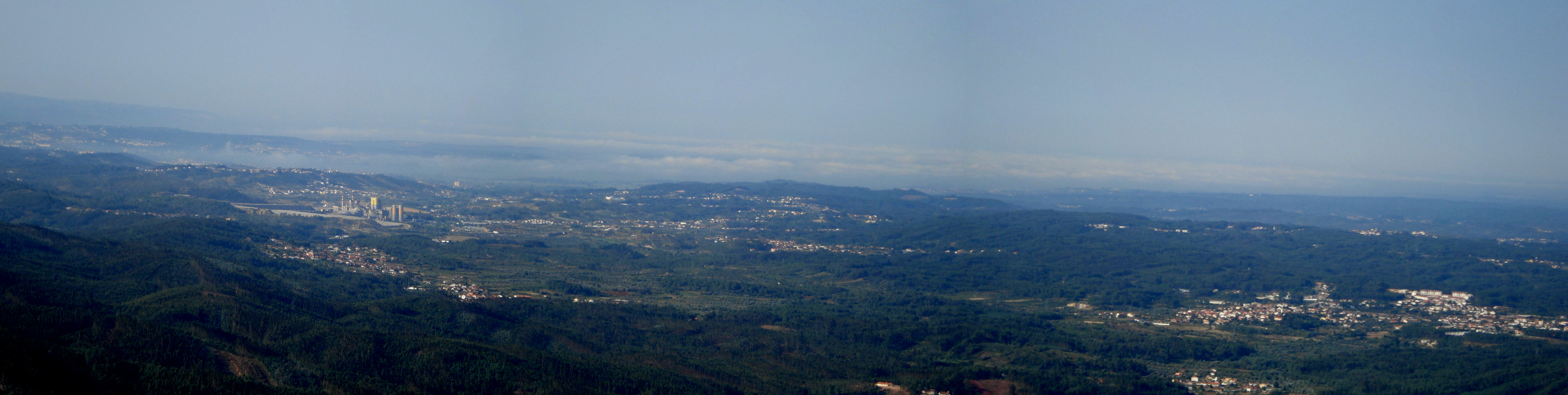
Fotomontagem da paisagem a partir do miradouro da Cruz Alta (Buçaco) desde Souselas até Pampilhosa.

Com uma vertente turística muito forte assente nas Termas do Luso, Mata Nacional do Buçaco e na Gastronomia, o município possui diversas unidades hoteleiras, pondo à disposição dos turistas mais de mil camas e cerca de meia centena de restaurantes especializados em leitão assado à Bairrada. Grande parte destes, senão mesmo uma forte maioria, estão situados na parte norte, em Sernadelo, e alguns na parte sul, em Ponte de Casal Comba e Ponte de Viadores.

## Gastronomia
O município da Mealhada é conhecido, nacional e internacionalmente, pela Mata Nacional do Buçaco, e pelo seu hotel de charme conhecido em todo o mundo. O leitão assado à Bairrada é dos um produtos das 4 Maravilhas da Mesa da Mealhada e é o ex-libris da localidade, juntando-se à água (do Luso), ao vinho (da Bairrada) e ao pão (da Mealhada). Arroz de pato à antiga, caramujos e cavacas são parte do produto do concelho.

## Património
- Estação da Mala-Posta de Carqueijo
- Palácio Hotel de Bussaco, Palacete Hotel do Buçaco ou Palace Hotel do Buçaco e mata envolvente, incluindo as capelas e ermidas, Cruz Alta em conjunto com o Convento de Santa Cruz do Buçaco
- Casa dos Melos ou Casa Rural (Casa Seiscentista) e Celeiros do Mosteiro do Lorvão

## A cidade

### Localização
A cidade situa-se maioritariamente na freguesia de Mealhada e ainda se estende para Sul, para a freguesia de Casal Comba, e para Este, para a freguesia de Vacariça. A cidade incorpora, para além das partes centrais da Mealhada e Póvoa da Mealhada, as do Cardal, Sernadelo, São Romão, Reconco, Pedrinhas, Ponte de Casal de Comba, Ponte da Viadores e ainda Travasso.

### Equipamentos e infraestruturas
- Cine-Teatro Messias
- Piscinas Municipais
- Pavilhão Gimnodesportivo
- Escola Básica do 1º ciclo
- Escola E. B. 2 e 3 da Mealhada
- Escola Secundária da Mealhada
- Arquivo Municipal
- Bombeiros Voluntários da Mealhada
- Hospital da Santa Casa da Misericórdia da Mealhada
- Igreja Católica
- Igreja Protestante
- Supermercado e gasolineiras Intermarché
- Supermercado Lidl
- Supermercado Aldi
- Supermercado Pingo Doce
- Estação do Caminho-de-Ferro da Linha do Norte

### Galeria

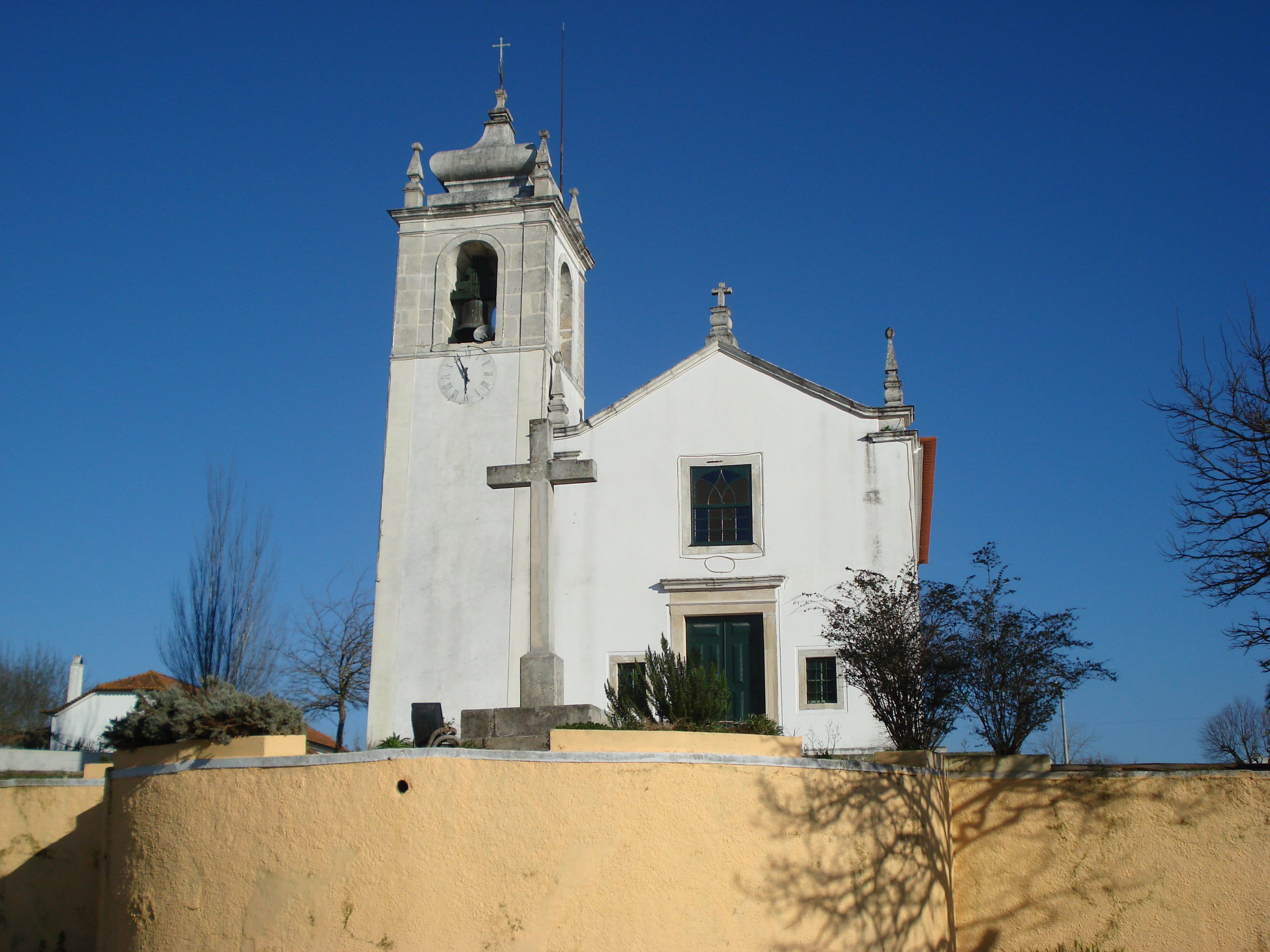
Capela de Sant'Ana
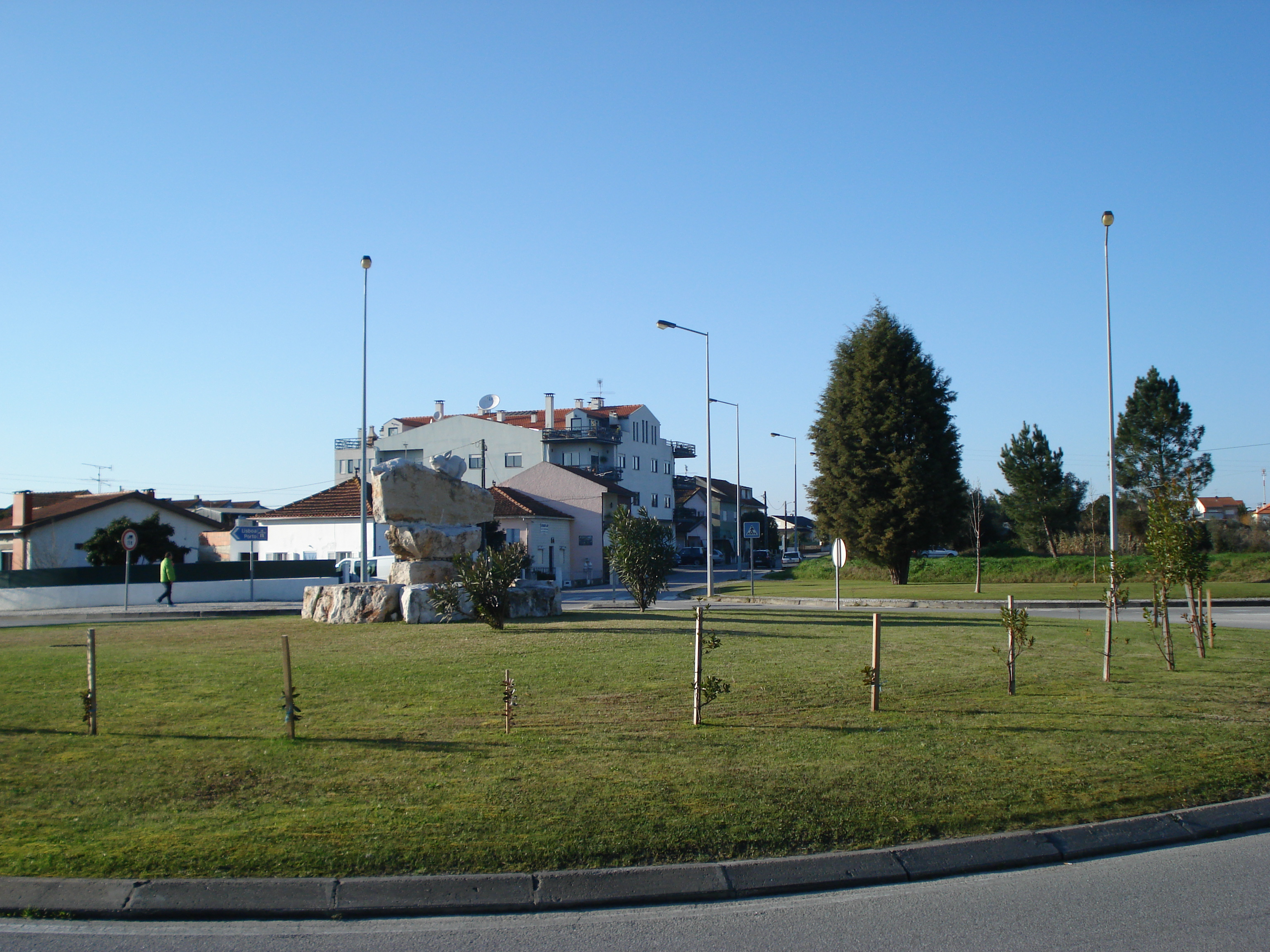
Cardal
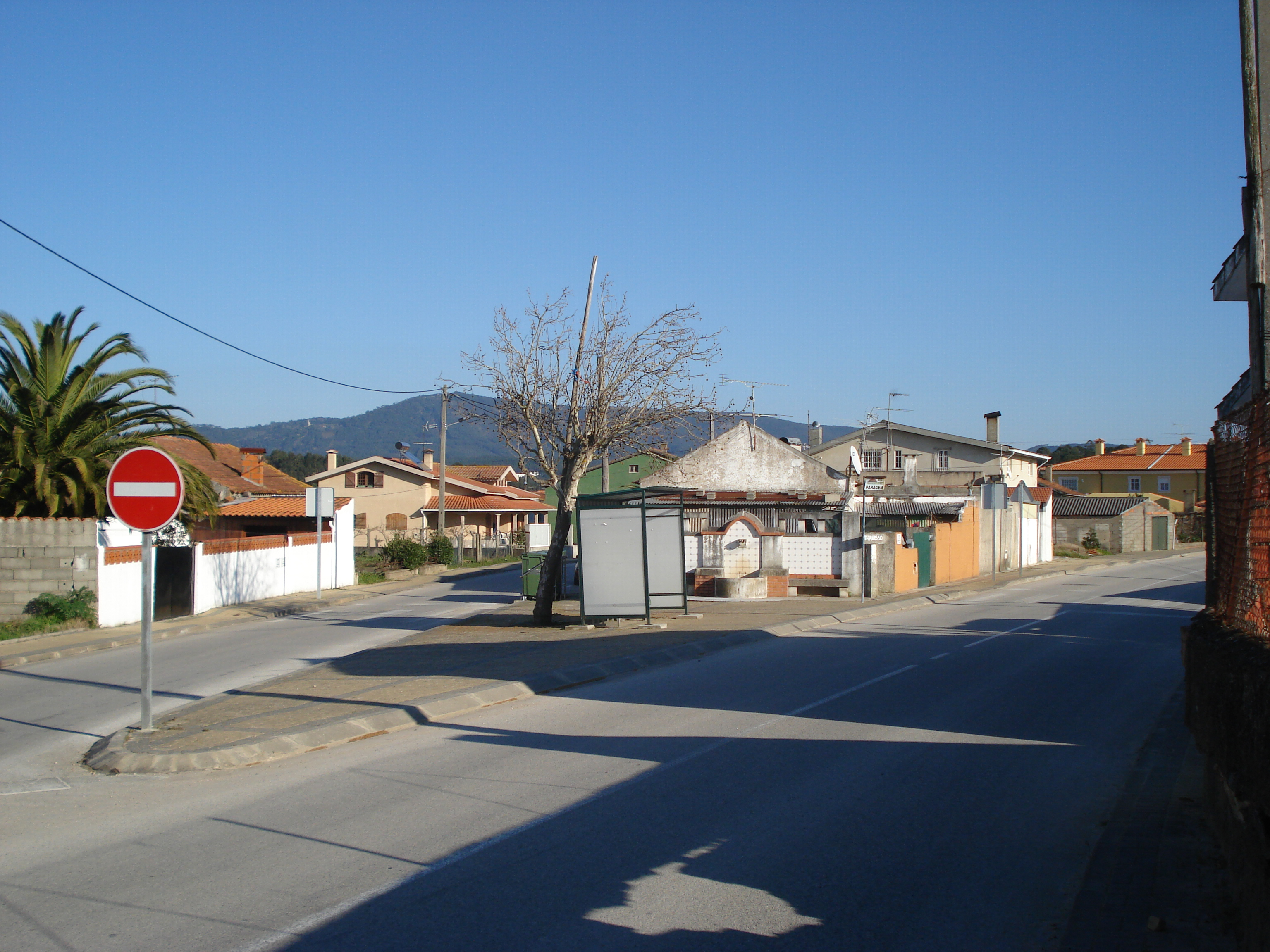
São Romão
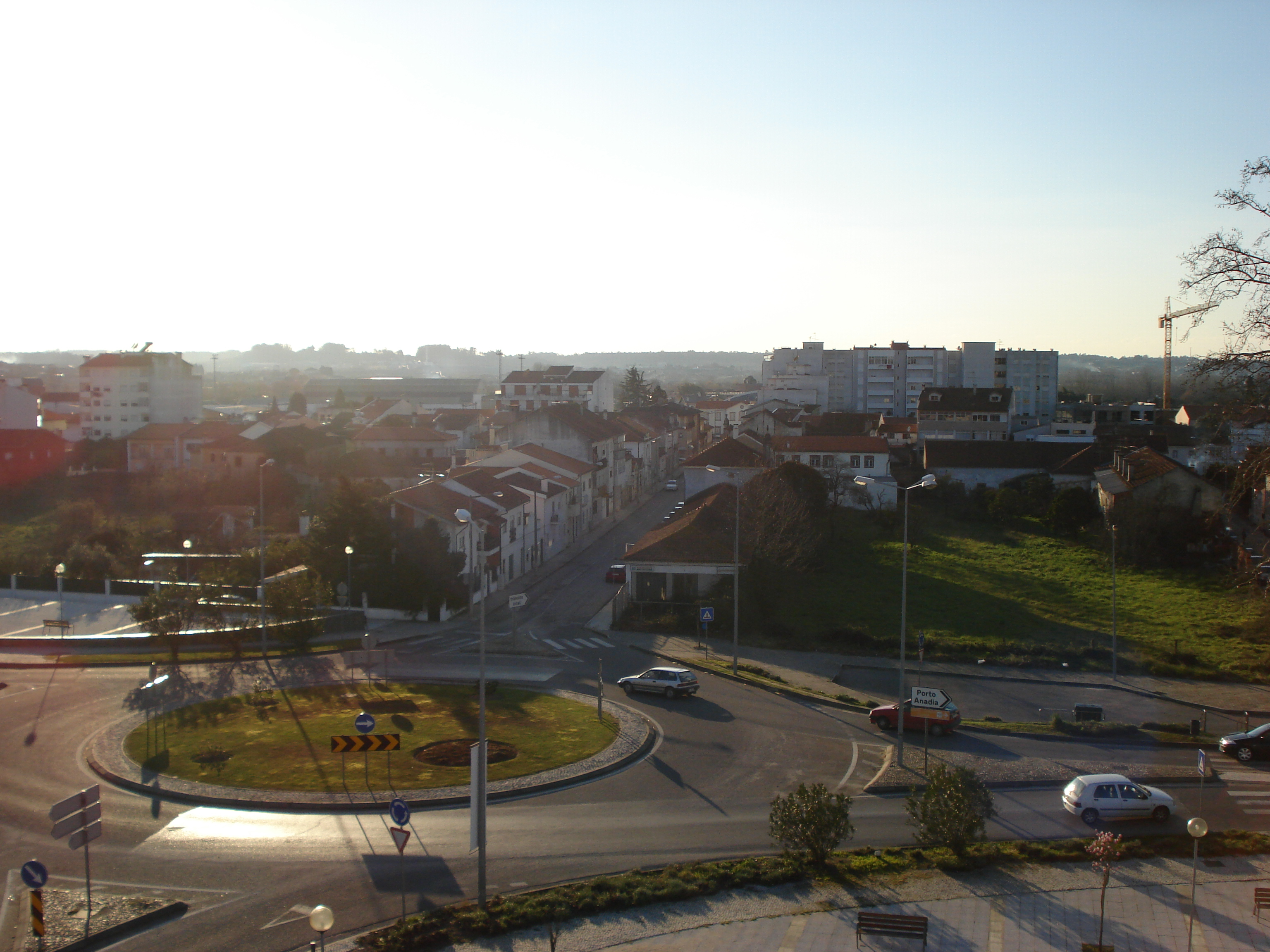
Mealhada Centro
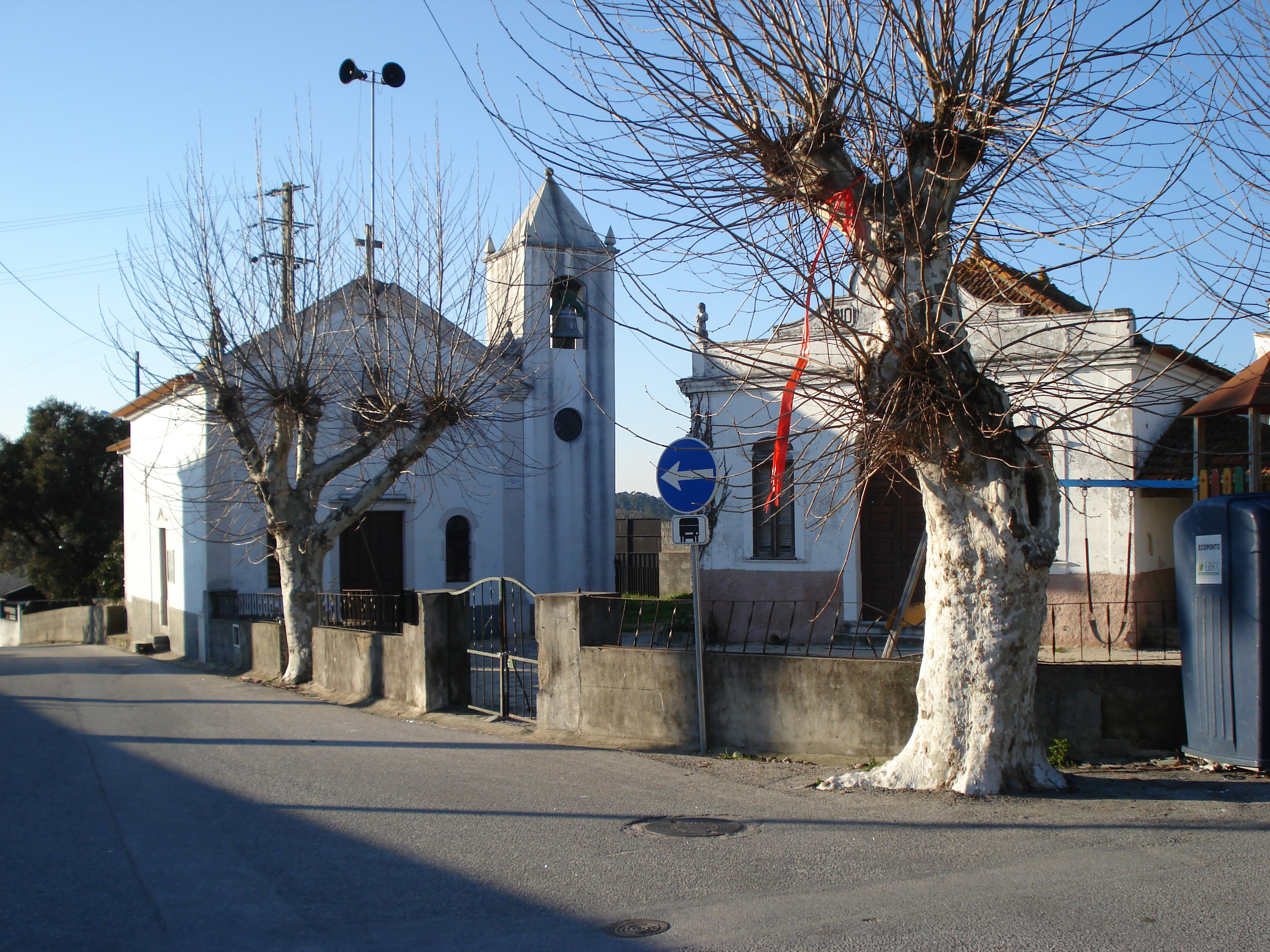
Escola Primária de Sernadelo
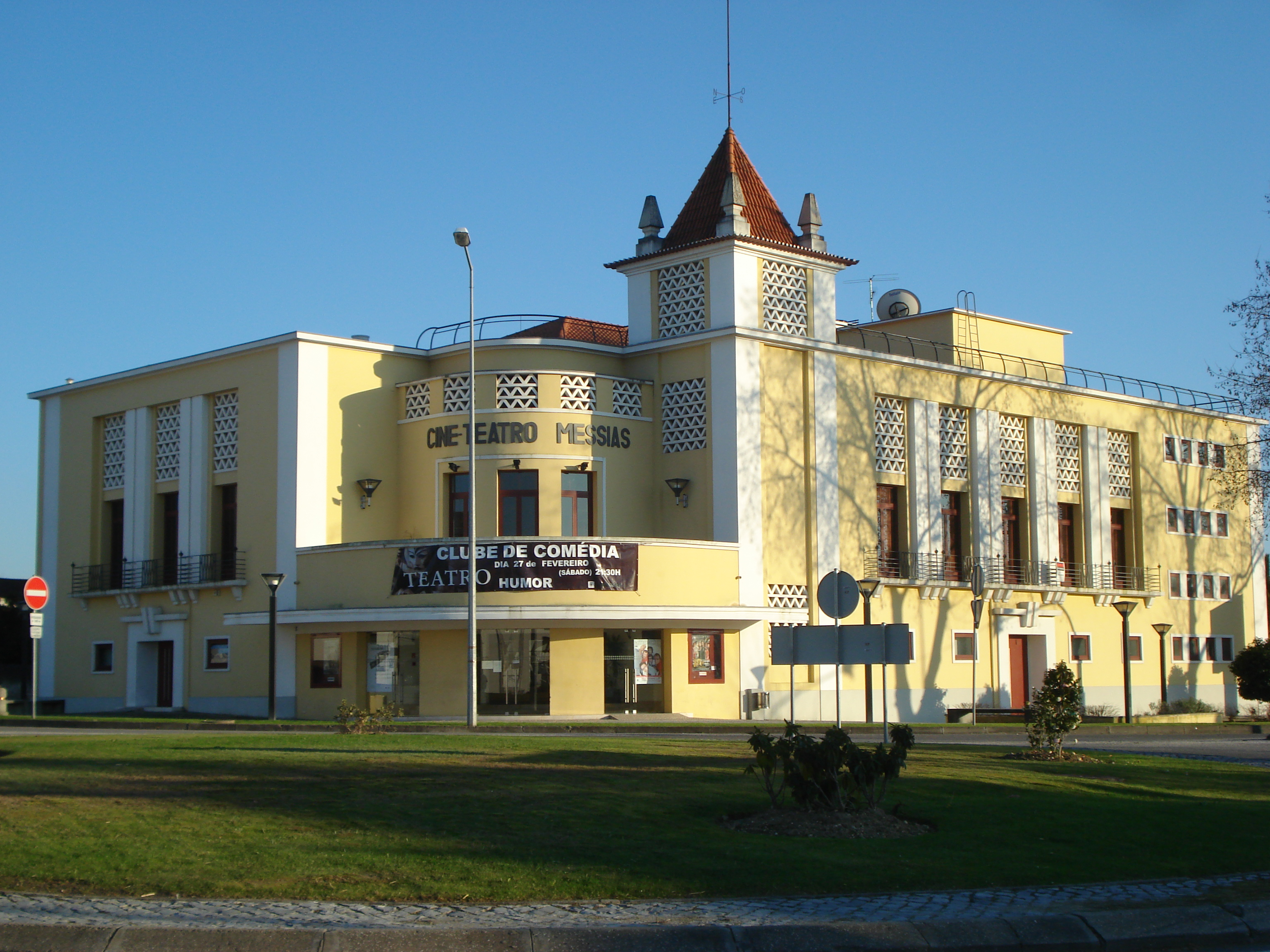
Cine-Teatro Messias